# Boutchichté
Boutchichté (en macédonien Бучиште) est un village du nord-est de la Macédoine du Nord, situé dans la municipalité de Probichtip. Le village comptait 68 habitants en 2002.

## Démographie
Lors du recensement de 2002, le village comptait :
- Macédoniens : 65
- Valaques : 3